# Ángel de Lucas
Ángel de Lucas Matilla (San Martín de Pusa, 9 de diciembre de 1929 - Madrid, 27 de junio de 2012) fue un sociólogo español. Fue pionero en el desarrollo de la práctica del grupo de discusión junto con Jesús Ibáñez y Alfonso Ortí.

## Biografía
Ángel de Lucas nació en un pueblo de Toledo en una "familia de la pequeña burguesía rural", que en 1931 emigró a Madrid.
Estudió Matemáticas en la Universidad de Madrid, compatibilizando sus estudios con diversos empleos, y se licenció a principios de los años 1960. Tras la revuelta estudiantil de febrero de 1956 se matriculó en  Ciencias Políticas. Formó parte de fundación de la Agrupación Socialista Universitaria (ASU), entonces una organización clandestina, que en 1961 se reconvirtiría en las Juventudes Socialistas. Fue detenido por su participación en el movimiento estudiantil en 1962 y en 1963, pasando once meses en la cárcel de Carabanchel y en arresto domiciliario.
En el curso 1964-1965 se incorporó a los cursos de Sociología de la Universidad de Madrid, impartiendo clases de Metodología de la investigación social. Tradujo la Historia del análisis económico de Schumpeter para el Fondo de Cultura Económica. También impartió clases privadas de matemáticas y trabajó un tiempo como librero.
Tras el cierre de estos cursos por las autoridades franquistas por las protestas estudiantiles de 1965, participó en la fundación del Centro de Estudios e Investigaciones S.A. (CEISA), cerrada por las autoridades en 1968 y reconvertida en la Escuela Crítica de Sociología, hasta su definitiva clausura por orden gubernamental en 1970 . Allí conoció a Jesús Ibáñez. Con él, con Alfonso Ortí y José Luis de Zárraga dieron un desarrollo muy importante a la metodología cualitativa en España y, en particular, a la fundamentación de la práctica del grupo de discusión. Juntos trabajaron desarrollando estudios de mercado en la empresa ECO, realizando primero encuestas sobre todo. En 1972, salieron de ECO para fundar el instituto de investigación social ALEF, donde desarrollaron más la investigación cualitativa.
En paralelo, trabajó cuatro años como ayudante de cátedra de Paulino Garagorri y, en 1975, se incorporó al Departamento de Sociología de la Universidad Complutense de Madrid, primero como ayudante de Jesús Ibáñez, después como profesor asociado a tiempo completo y finalmente como profesor titular de escuela universitaria desde 1996. Allí impartió clases de metodología y de sociología del consumo hasta su jubilación en 2005 y codirigió el curso de postgrado «Praxis de la Sociología del Consumo» (1988-2007), primero junto con Jesús Ibáñez y, más adelante, con Araceli Serrano.

## Obra
Fuertemente influido por el marxismo, el estructuralismo y el psicoanálisis, desarrolló una importante reflexión sobre la metodología cualitativa de investigación, la práctica del grupo de discusión, la sociología del consumo y la publicidad.
En 1983, durante el primer gobierno socialista tras la Transición, cuando se planteaba la despenalización del aborto, junto a Alfonso Ortí, desarrolló un estudio con grupos de discusión sobre este tema para el Centro de Investigaciones Sociológicas, titulado Representaciones colectivas de la mujer y la familia (un análisis de las actitudes sociales ante el aborto mediante discusiones de grupo).
En 1991, la Consejería de Economía de la Comunidad de Madrid le encargó la realización de un estudio sobre las Actitudes y representaciones sociales de la población de la Comunidad de Madrid en relación con los censos de población y vivienda de 1991.
A pesar de su intensa labor intelectual e investigadora, no dejó mucha obra publicada.